# Arnold Palmer Invitational
El Arnold Palmer Invitational es un torneo de golf profesional masculino que se disputa en la ciudad de Orlando, estado de Florida, Estados Unidos. Es uno de los cinco torneos por invitación del PGA Tour y se celebra en marzo con una bolsa de premios de 6,2 millones de dólares.
Surgió en 1966 con el nombre de Florida Citrus Open Invitational y se disputaba en el Río Pinar Country Club. En 1979 pasó a disputarse en el Bay Hill Club and Lodge, por lo que su nombre pasó a ser Bay Hill Citrus Classic ese año, Bay Hill Classic el año siguiente, tiempo después Bay Hill Invitational. El torneo adoptó la denominación actual en 2007, en referencia al golfista y dueño del club, Arnold Palmer.
Desde 1974, el torneo se emite en Estados Unidos por la cadena de televisión NBC. La bolsa de premios para la edición 2023 ascendió a 20 millones de dólares, con 3,6 millones para el ganador.
El récord de victorias en el torneo de Bay Hill lo ostenta Tiger Woods con ocho. Seis golfistas repitieron victoria, el último de ellos Matt Every.

## Ganadores
| Año                              | Ganador                    | Golpes                     | Al par                     | Margen de Victoria         | Segundo(s)                                        | Dotación del ganador($)    | Bolsa ($)                  |                            |
| Arnold Palmer Invitational       | Arnold Palmer Invitational | Arnold Palmer Invitational | Arnold Palmer Invitational | Arnold Palmer Invitational | Arnold Palmer Invitational                        | Arnold Palmer Invitational | Arnold Palmer Invitational | Arnold Palmer Invitational |
| -------------------------------- | -------------------------- | -------------------------- | -------------------------- | -------------------------- | ------------------------------------------------- | -------------------------- | -------------------------- | -------------------------- |
| 2023                             | Kurt Kitayama              | 279                        | −9                         | 1 golpe                    | Harris English Rory McIlroy                       | 3,600,000                  | 20,000,000                 |                            |
| 2022                             | Scottie Scheffler          | 283                        | −5                         | 1 golpe                    | Tyrrell Hatton Billy Horschel Viktor Hovland      | 2,160,000                  | 12,000,000                 |                            |
| 2021                             | Bryson DeChambeau          | 277                        | -11                        | 1 golpe                    | Lee Westwood                                      | 1,674,000                  | 9,300,000                  |                            |
| 2020                             | Tyrrell Hatton             | 284                        | −4                         | 1 golpe                    | Marc Leishman                                     | 1,674,000                  | 9,300,000                  |                            |
| 2019                             | Francesco Molinari         | 276                        | −12                        | 2 golpes                   | Matthew Fitzpatrick                               | 1,638,000                  | 9,100,000                  |                            |
| 2018                             | Rory McIlroy               | 270                        | −18                        | 3 golpes                   | Bryson DeChambeau                                 | 1,602,000                  | 8,900,000                  |                            |
| 2017                             | Marc Leishman              | 277                        | −11                        | 1 golpe                    | Charley Hoffman Kevin Kisner                      | 1,566,000                  | 8,700,000                  |                            |
| 2016                             | Jason Day                  | 271                        | −17                        | 1 golpe                    | Kevin Chappell                                    | 1,134,000                  | 6,300,000                  |                            |
| 2015                             | Matt Every (2)             | 269                        | −19                        | 1 golpe                    | Henrik Stenson                                    | 1,134,000                  | 6,300,000                  |                            |
| 2014                             | Matt Every                 | 275                        | −13                        | 1 golpe                    | Keegan Bradley                                    | 1,116,000                  | 6,200,000                  |                            |
| 2013                             | Tiger Woods (8)            | 275                        | −13                        | 2 golpes                   | Justin Rose                                       | 1,116,000                  | 6,200,000                  |                            |
| 2012                             | Tiger Woods (7)            | 275                        | −13                        | 5 golpes                   | Graeme McDowell                                   | 1,080,000                  | 6,000,000                  |                            |
| 2011                             | Martin Laird               | 280                        | −8                         | 1 golpe                    | Steve Marino                                      | 1,080,000                  | 6,000,000                  |                            |
| 2010                             | Ernie Els (2)              | 277                        | −11                        | 2 golpes                   | Edoardo Molinari Kevin Na                         | 1,080,000                  | 6,000,000                  |                            |
| 2009                             | Tiger Woods (6)            | 275                        | −5                         | 1 golpe                    | Sean O'Hair                                       | 1,080,000                  | 6,000,000                  |                            |
| 2008                             | Tiger Woods (5)            | 270                        | −10                        | 1 golpe                    | Bart Bryant                                       | 1,044,000                  | 5,800,000                  |                            |
| 2007                             | Vijay Singh                | 272                        | −8                         | 2 golpes                   | Rocco Mediate                                     | 990,000                    | 5,500,000                  |                            |
| Bay Hill Invitational            |                            |                            |                            |                            |                                                   |                            |                            |                            |
| 2006                             | Rod Pampling               | 274                        | −14                        | 1 golpe                    | Greg Owen                                         | 990,000                    | 5,500,000                  |                            |
| 2005                             | Kenny Perry                | 276                        | −12                        | 2 golpes                   | Graeme McDowell Vijay Singh                       | 900,000                    | 5,000,000                  |                            |
| 2004                             | Chad Campbell              | 270                        | −18                        | 6 golpes                   | Stuart Appleby                                    | 900,000                    | 5,000,000                  |                            |
| 2003                             | Tiger Woods (4)            | 269                        | −19                        | 11 golpes                  | Stewart Cink Brad Faxon Kenny Perry Kirk Triplett | 810,000                    | 4,500,000                  |                            |
| 2002                             | Tiger Woods (3)            | 275                        | −13                        | 4 golpes                   | Michael Campbell                                  | 720,000                    | 4,000,000                  |                            |
| 2001                             | Tiger Woods (2)            | 273                        | −15                        | 1 golpe                    | Phil Mickelson                                    | 630,000                    | 3,500,000                  |                            |
| 2000                             | Tiger Woods                | 270                        | −18                        | 4 golpes                   | Davis Love III                                    | 540,000                    | 3,000,000                  |                            |
| 1999                             | Tim Herron                 | 274                        | −14                        | Playoff                    | Tom Lehman                                        | 450,000                    | 2,500,000                  |                            |
| 1998                             | Ernie Els                  | 274                        | −14                        | 4 golpes                   | Bob Estes Jeff Maggert                            | 360,000                    | 2,000,000                  |                            |
| 1997                             | Phil Mickelson             | 272                        | −16                        | 3 golpes                   | Stuart Appleby                                    | 270,000                    | 1,500,000                  |                            |
| 1996                             | Paul Goydos                | 275                        | −13                        | 1 golpe                    | Jeff Maggert                                      | 216,000                    | 1,200,000                  |                            |
| Nestle Invitational              |                            |                            |                            |                            |                                                   |                            |                            |                            |
| 1995                             | Loren Roberts (2)          | 272                        | −16                        | 2 golpes                   | Brad Faxon                                        | 216,000                    | 1,200,000                  |                            |
| 1994                             | Loren Roberts              | 275                        | −13                        | 1 golpe                    | Nick Price Vijay Singh Fuzzy Zoeller              | 216,000                    | 1,200,000                  |                            |
| 1993                             | Ben Crenshaw               | 280                        | −8                         | 2 golpes                   | Davis Love III Rocco Mediate Vijay Singh          | 180,000                    | 1,000,000                  |                            |
| 1992                             | Fred Couples               | 269                        | −19                        | 9 golpes                   | Gene Sauers                                       | 180,000                    | 1,000,000                  |                            |
| 1991                             | Andrew Magee               | 203                        | −13                        | 2 golpes                   | Tom Sieckmann                                     | 180,000                    | 1,000,000                  |                            |
| 1990                             | Robert Gamez               | 274                        | −14                        | 1 golpe                    | Greg Norman                                       | 162,000                    | 900,000                    |                            |
| 1989                             | Tom Kite (2)               | 278                        | −6                         | Playoff                    | Davis Love III                                    | 144,000                    | 800,000                    |                            |
| Hertz Bay Hill Classic           |                            |                            |                            |                            |                                                   |                            |                            |                            |
| 1988                             | Paul Azinger               | 271                        | −13                        | 5 golpes                   | Tom Kite                                          | 135,000                    | 750,000                    |                            |
| 1987                             | Payne Stewart              | 264                        | −20                        | 3 golpes                   | David Frost                                       | 108,000                    | 600,000                    |                            |
| 1986                             | Dan Forsman                | 202                        | −11                        | 1 golpe                    | Raymond Floyd Mike Hulbert                        | 90,000                     | 500,000                    |                            |
| 1985                             | Fuzzy Zoeller              | 275                        | −9                         | 2 golpes                   | Tom Watson                                        | 90,000                     | 500,000                    |                            |
| Bay Hill Classic                 |                            |                            |                            |                            |                                                   |                            |                            |                            |
| 1984                             | Gary Koch (2)              | 272                        | −12                        | Playoff                    | George Burns                                      | 72,000                     | 400,000                    |                            |
| 1983                             | Mike Nicolette             | 283                        | −1                         | Playoff                    | Greg Norman                                       | 63,000                     | 350,000                    |                            |
| 1982                             | Tom Kite                   | 278                        | −6                         | Playoff                    | Jack Nicklaus Denis Watson                        | 54,000                     | 300,000                    |                            |
| 1981                             | Andy Bean                  | 266                        | −18                        | 7 golpes                   | Tom Watson                                        | 54,000                     | 300,000                    |                            |
| 1980                             | Dave Eichelberger          | 279                        | −5                         | 3 golpes                   | Leonard Thompson                                  | 54,000                     | 300,000                    |                            |
| Bay Hill Citrus Classic          |                            |                            |                            |                            |                                                   |                            |                            |                            |
| 1979                             | Bob Byman                  | 278                        | −6                         | Playoff                    | John Schroeder                                    | 45,000                     | 250,000                    |                            |
| Florida Citrus Open              |                            |                            |                            |                            |                                                   |                            |                            |                            |
| 1978                             | Mac McLendon               | 271                        | −17                        | 2 golpes                   | David Graham                                      | 40,000                     | 200,000                    |                            |
| 1977                             | Gary Koch                  | 274                        | −14                        | 2 golpes                   | Dale Hayes Joe Inman                              | 40,000                     | 200,000                    |                            |
| 1976                             | Hale Irwin                 | 270                        | −18                        | Playoff                    | Kermit Zarley                                     | 40,000                     | 200,000                    |                            |
| 1975                             | Lee Trevino                | 276                        | −12                        | 1 golpe                    | Hale Irwin                                        | 40,000                     | 200,000                    |                            |
| 1974                             | Jerry Heard (2)            | 273                        | −15                        | 3 golpes                   | Homero Blancas Jim Jamieson                       | 30,000                     | 150,000                    |                            |
| 1973                             | Buddy Allin                | 265                        | −23                        | 8 golpes                   | Charles Coody                                     | 30,000                     | 150,000                    |                            |
| 1972                             | Jerry Heard                | 276                        | −12                        | 2 golpes                   | Bobby Mitchell                                    | 30,000                     | 150,000                    |                            |
| Florida Citrus Invitational      |                            |                            |                            |                            |                                                   |                            |                            |                            |
| 1971                             | Arnold Palmer              | 270                        | −18                        | 1 golpe                    | Julius Boros                                      | 30,000                     | 150,000                    |                            |
| 1970                             | Bob Lunn                   | 271                        | −17                        | 1 golpe                    | Arnold Palmer Bob Stanton                         | 30,000                     | 150,000                    |                            |
| Florida Citrus Open Invitational |                            |                            |                            |                            |                                                   |                            |                            |                            |
| 1969                             | Ken Still                  | 278                        | −10                        | 1 golpe                    | Miller Barber                                     | 23,000                     | 115,000                    |                            |
| 1968                             | Dan Sikes                  | 274                        | −14                        | 1 golpe                    | Tom Weiskopf                                      | 23,000                     | 115,000                    |                            |
| 1967                             | Julius Boros               | 274                        | −10                        | 1 golpe                    | George Knudson Arnold Palmer                      | 23,000                     | 115,000                    |                            |
| 1966                             | Lionel Hebert              | 279                        | −5                         | 2 golpes                   | Charles Coody Dick Lytle Jack Nicklaus            | 21,000                     | 110,000                    |                            |